# یورگن استارز
یورگن استارز (انگلیسی: Jürgen Stars؛ زادهٔ ۲۴ ژوئن ۱۹۴۸) بازیکن فوتبال اهل آلمان است.
از باشگاه‌هایی که در آن بازی کرده‌است می‌توان به باشگاه فوتبال هامبورگ اشاره کرد.